# Rally-VM 1973
Rally-VM 1973 kördes över tretton omgångar, med enbart ett mästerskap för konstruktörer, vilket Alpine-Renault tog hem med lätthet. Jean-Luc Thérier tog flest poäng bland förarna, men blev inte mästare på grund av avsaknaden av en sådan titel.

## Rallyn
| Rally                      | Vinnare             | Märke          |
| -------------------------- | ------------------- | -------------- |
| Monte Carlo-rallyt         | Jean-Claude Andruet | Alpine-Renault |
| Svenska rallyt             | Stig Blomqvist      | Saab           |
| Portugisiska rallyt        | Jean-Luc Thérier    | Alpine-Renault |
| Safarirallyt               | Shekhar Mehta       | Datsun         |
| Marockanska rallyt         | Bernard Darniche    | Alpine-Renault |
| Akropolisrallyt            | Jean-Luc Thérier    | Alpine-Renault |
| Polska rallyt              | Achim Warmbold      | Fiat           |
| Finska rallyt              | Timo Mäkinen        | Ford           |
| Österrikiska alprallyt     | Achim Warmbold      | BMW            |
| Sanremorallyt              | Jean-Luc Thérier    | Alpine-Renault |
| Press-on-Regardless-rallyt | Walter Boyce        | Toyota         |
| Brittiska rallyt           | Timo Mäkinen        | Ford           |
| Korsikanska rallyt         | Jean-Pierre Nicolas | Alpine-Renault |

## Konstruktörs-VM
| Plats | Märke          | Poäng |
| ----- | -------------- | ----- |
| 1     | Alpine-Renault | 141   |
| 2     | Fiat           | 84    |
| 3     | Ford           | 76    |
| 4     | Volvo          | 44    |
| 5     | Saab           | 42    |
| 6     | Datsun         | 34    |
| 7     | Citroën        | 33    |
| 8     | BMW            | 28    |
| 9     | Porsche        | 27    |
| 10    | Toyota         | 25    |